# بيرميو

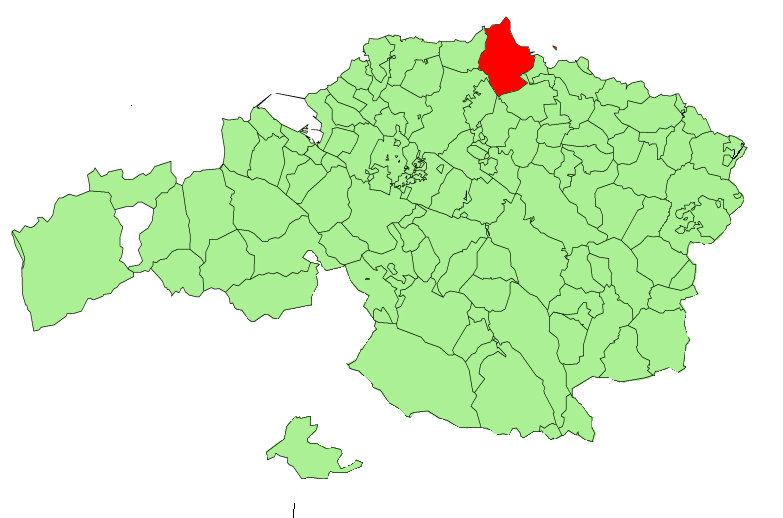
موقع البلدية.

بلدية بيرميو (بالإسبانية: Bermeo)‏ هي بلدية تقع في مقاطعة بيسكاي, التي تقع في منطقة الباسك شمالي إسبانيا.

## المناخ
يظهر الجدول التالي التغييرات المناخية على مدار السنة لبيرميو:
| البيانات المناخية لـبيرميو              | البيانات المناخية لـبيرميو | البيانات المناخية لـبيرميو | البيانات المناخية لـبيرميو | البيانات المناخية لـبيرميو | البيانات المناخية لـبيرميو | البيانات المناخية لـبيرميو | البيانات المناخية لـبيرميو | البيانات المناخية لـبيرميو | البيانات المناخية لـبيرميو | البيانات المناخية لـبيرميو | البيانات المناخية لـبيرميو | البيانات المناخية لـبيرميو | البيانات المناخية لـبيرميو |
| الشهر                                   | يناير                      | فبراير                     | مارس                       | أبريل                      | مايو                       | يونيو                      | يوليو                      | أغسطس                      | سبتمبر                     | أكتوبر                     | نوفمبر                     | ديسمبر                     | المعدل السنوي              |
| --------------------------------------- | -------------------------- | -------------------------- | -------------------------- | -------------------------- | -------------------------- | -------------------------- | -------------------------- | -------------------------- | -------------------------- | -------------------------- | -------------------------- | -------------------------- | -------------------------- |
| متوسط درجة الحرارة الكبرى °م (°ف)       | 13.2 (55.8)                | 14.5 (58.1)                | 15.9 (60.6)                | 16.8 (62.2)                | 20.1 (68.2)                | 22.6 (72.7)                | 25.2 (77.4)                | 25.5 (77.9)                | 24.4 (75.9)                | 20.8 (69.4)                | 16.4 (61.5)                | 14 (57)                    | 19.1 (66.4)                |
| متوسط درجة الحرارة الصغرى °م (°ف)       | 4.7 (40.5)                 | 5.1 (41.2)                 | 5.7 (42.3)                 | 7.1 (44.8)                 | 10.1 (50.2)                | 12.6 (54.7)                | 14.8 (58.6)                | 15.2 (59.4)                | 13.2 (55.8)                | 10.8 (51.4)                | 7.6 (45.7)                 | 6 (43)                     | 9.4 (48.9)                 |
| الهطول مم (إنش)                         | 126 (5.0)                  | 97 (3.8)                   | 94 (3.7)                   | 124 (4.9)                  | 90 (3.5)                   | 64 (2.5)                   | 62 (2.4)                   | 82 (3.2)                   | 74 (2.9)                   | 121 (4.8)                  | 141 (5.6)                  | 116 (4.6)                  | 1٬195 (47.0)               |
| المصدر: Agencia Estatal de Meteorología |                            |                            |                            |                            |                            |                            |                            |                            |                            |                            |                            |                            |                            |

## أعلام
- بنجن فرنانديز

## وصلات خارجية
- (بالإسبانية)